# بني ياس (أبو ظبي)
بني ياس مدينة تابعة لإمارة أبوظبي، وتقع على بعد 37 كم من قلب العاصمة أبوظبي وعلى التقاطع الرئيسي للخطين الأول الذي يربط العاصمة أبوظبي بمدينة العين والثاني الذي يربط دبي والإمارات الشمالية الأخرى بمنفذ الغويفات (السعودية). وتضم مدينة بني ياس عدة أحياء سكنية قامت مؤخراً (تعد تابعة لها) من مثل: المفرق والشوامخ والشامخة وجنوب الشامخة وخليفة والمعزز والعدلة والفلاح (تتبع بني ياس شرق) والوثبة وشمال الوثبة والوثبة العسكرية وبني ياس غرب (جرن يافور).

## معالم ومباني
- مركز شرطة بني ياس الحديث (بني ياس شرق) والذي يضم الأقسام

1- وحدة الجوازات والهجرة
2- وحدة المرور وترخيص الآليات
3- وحدة مسرح الجريمة (الأدلة الجنائية)
- محكمة ونيابة بني ياس (بني ياس غرب)
- معهد أدنوك الفني (الموقع في مدينة الشامخة)
- عيادة بني ياس الحديثة.
- ولقد تم بناء العديد من الدارس مثل مدرسة جرن يافور والحصن والتقدم.
- جرن يافور: تلّة اعتاد الشيخ يافور بن شخبوط بن ذياب الفلاحي اعتلاءها تقع شرق مدينة أبوظبي.

- الوثبة: منطقة شرق مدينة أبوظبي سُمّيت بهذا الاسم نسبة لخيل الشيخ يافور بن شخبوط الفلاحي

## التطوير
وتحدث في المدينة أعمال تطويرية مثل:
- بناء استاد جديد لنادي بني ياس الرياضي الثقافي
- بني ياس مول
- مشروع (بوابة الشرق) والذي سيضم مركزًا تجاريًا (يعد ثاني أكبر مركز تجاري في أبوظبي) وصالات سينما وفلل سكنية يغطي المركز التجاري لبوابة الشرق بتصميمه الديناميكي مساحة 148,000 متراً مربعاً ويعتبر ثان أكبر مركز تجاري في مدينة أبوظبي ويضم 339 متجراً للبيع بالتجزئة تنتشر في طابقين ويشتمل أيضاً على 2245 موقفاً للسيارات بالإضافة إلى 16 مطعماً ومقهى.
- أيضا تم بناء المركز التجاري وهو اللولو والياس مارت.

## السكان
يبلغ عدد سكان مدينة بني ياس وفق تقرير نشرته مجلس التخطيط العمراني سنة 2011 م حوالي 69 ألف نسمة.

## الصور الخاصة بالحديقة العامة في بني ياس